# Sebastian Aak
Sebastian Juan Aak (ur. 20 lutego 1997) – norweski zapaśnik walczący w stylu klasycznym. Zajął ósme miejsce na mistrzostwach Europy w 2025. Złoty medalista mistrzostw nordyckich w 2015 i brązowy w 2021 roku.
Mistrz Norwegii w 2019, 2020, 2023 i 2025; drugi w 2013 i 2014; trzeci w 2016 i 2021 roku.